# Fédération hessoise de football

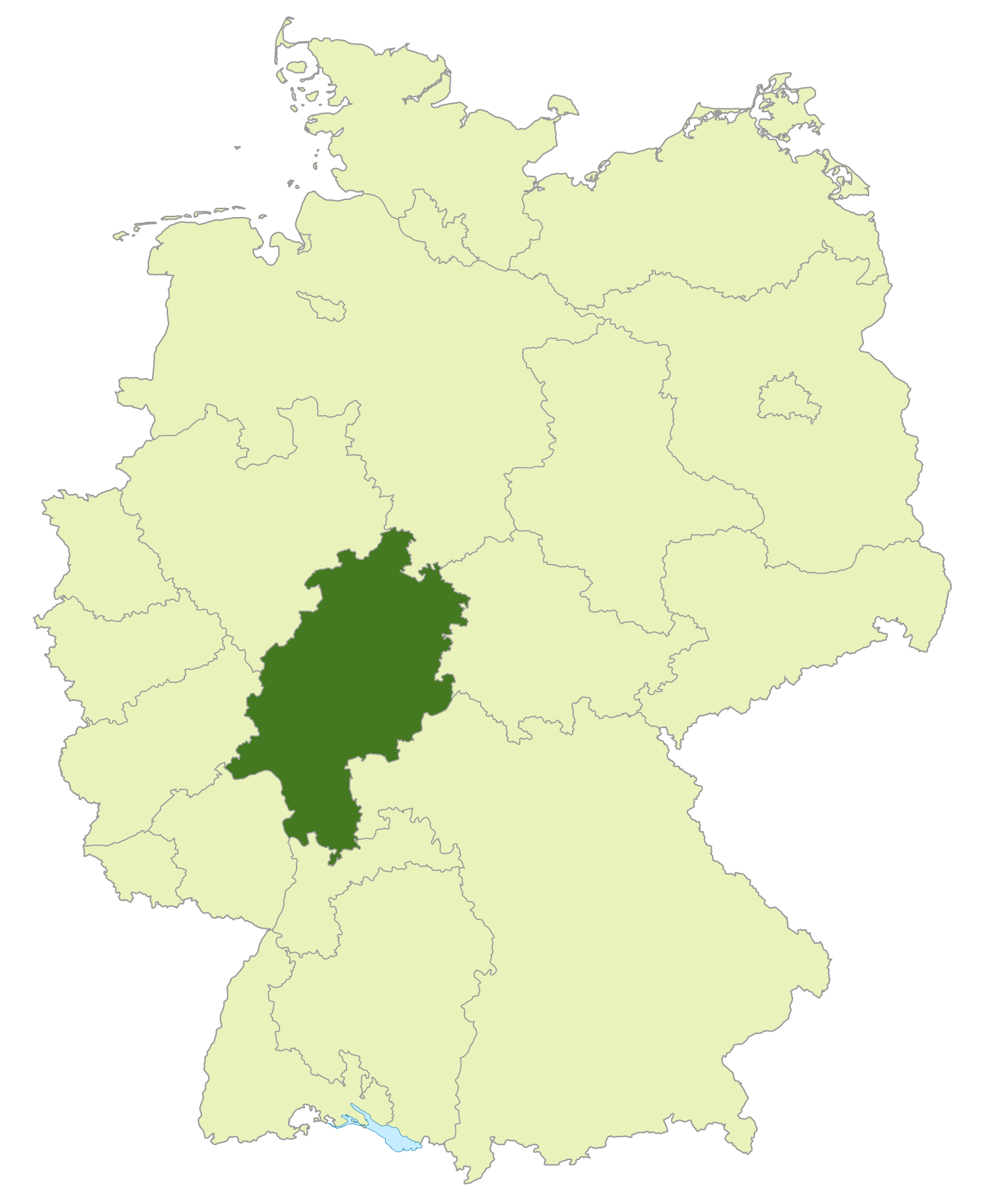
Territoire couvert par la Fédération hessoise de football

La Fédération hessoise de football (HFV, allemand : Hessischer Fußball-Verband), est l'une des 21 fédérations régionales de la DFB, subalterne de la Süddeutscher Fußball-Verband (SFV).
En 2023, la HFV comptabilisait 586 302 licenciés, 2 088 clubs membres et 10 800 équipes jouant dans ses ligues. Son siège est situé à Francfort-sur-le-Main et Silke Sinning en est la présidente depuis le 28 septembre 2024.

## Histoire

### Avant laHFV
Le football en Allemagne du Sud, et donc dans la Hesse, était à l'origine administré par la Süddeutscher Fussball-Verband, fondée le 17 octobre 1897 à Karlsruhe, qui prendra par la suite le nom de Verband Süddeutscher Fussball-Vereine La nouvelle fédération commença à organiser une compétition régionale de football, le championnat de football d'Allemagne du Sud, suivi quelques années plus tard par un système de ligue.
En novembre 1927, la fédération fusionne avec la Fédération d'athlétisme d'Allemagne du Sud (allemand : Süddeutscher Leichtathletik-Verband) ce qui donne une fédération bien plus imposante, la Fédération de football et d'athlétisme d'Allemagne du Sud (allemand : Süddeutscher Fussball- und Leichtathletik-Verband, ou SFLV).
Avec la montée des nazis au pouvoir en 1933, la fédération reçoit l'ordre de Berlin de se dissoudre en mars 1933. Le 6 août 1933, la SFLV tient sa dernière assemblée générale, à Stuttgart, où l'ordre de dissolution a été officiellement exécuté. La liquidation financière de la fédération est complétée en 1942.

### LaHFV
Après la Seconde Guerre mondiale, la Hesse fut intégrée à la zone d'occupation américaine. Les déplacements à l'intérieur de la zone d'occupation étant restreints, la reconstitution d'une fédération d'Allemagne du Sud semblait initialement impossible.
En septembre 1945, une ligue régionale de football, l'Oberliga Süd, qui était comprise de 16 des plus importants clubs du sud de l'Allemagne. Les organisateurs de la compétition ont de plus obtenu la permission des autorités américaines pour réétablire la SFV. En-dessous de l'Oberliga, la SFV, pas encore officiellement réétablie, décrète l'établissement de Landesligen pour chaque Land. Le 4 novembre 1945, la nouvelle Oberliga Süd commença sa première saison.
Pour éviter les frictions entre la SFV et les fédérations régionales, les fédérations régionales devinrent membres de la SFV, mais les clubs restèrent membre de leur fédération régionale uniquement. La SFV avait la responsabilité d'organiser l'Oberliga Süd ainsi que la 2. Oberliga Süd, tandis que les fédérations régionales s'occupaient de leurs ligues inférieures respectives.
Le football de ligue a été joué à nouveau en Hesse à partir d'octobre 1945. La Landesliga a été créée en Hesse sous la nouvelle Oberliga fondée par la Fédération sud-allemande de football, l'Oberliga Süd. Le Fachausschuss Fußball (Comité spécialisé – Football) de la Sportverbandes Großhessen (Fédération sportive de Grande Hesse), fondée en novembre 1945, était responsable de l'organisation. Le 30 mars 1946, la Landessportverband Hessen, Fachausschuss Fußball (Fédération sportive de l'état de Hesse, Comité spécialisé – Football), est fondée, celle-ci sera finalement rebaptisée Hessischer Fußball-Verband en 1948.
Dans la Landesliga – Hesse, la plus haute ligue de la fédération, le champion de football de Hesse a été déterminé en plusieurs groupes au cours des deux premières années du jeu et dans une ligue à groupe unique à partir de 1947. Il était le deuxième niveau le plus élevé jusqu'en 1950, et avec l'introduction de la 2. Oberliga Süd lors de la saison 1950-1951, elle est devenue le troisième niveau du championnat allemand de football. Les Bezirksklassen ainsi que les Kreisklassen A et B formaient la sous-structure. En 1951, la Landesliga – Hesse est rebaptisée 1. Amateurliga Hessen et les Bezirksklassen en 2. Amateurliga Hessen, ces noms ont également survécu à l'introduction de la Bundesliga en 1963. En 1965, la 1. Amateurliga Hessen a été rebaptisée Hessenliga, la 2. Amateurliga Hessen, réduit de six à trois groupes, s'appelle désormais Gruppenliga.
Cette division des deux premières ligues de Hesse - une ligue supérieure à groupe unique et une deuxième ligue supérieure divisée en trois groupes (Nord, Centre et Sud) - est encore en vigueur à ce jour, les nombreuses autres réformes de ligue en Hesse concernant essentiellement les ligues inférieures. L'évolution historique du classement des ligues depuis 1945 est présentée dans le tableau suivant, dans lequel les ligues de la SFV et de la DFB étant indiquées et surlignées en vert. Les divisions les plus basses (Kreisligen C et D) n'existent pas nécessairement pendant toute la période mentionnée ni dans chaque arrondissement de football (Fußballkreis).

### Ligues
| Niv. | 1945 à 1950       | 1950-1951         | 1951 à 1963           | 1963 à 1965           | 1965 à 1974      | 1974 à 1978       | 1978 à 1990       | 1990 à 1994     | 1994 à 2008      | depuis 2008            |
| ---- | ----------------- | ----------------- | --------------------- | --------------------- | ---------------- | ----------------- | ----------------- | --------------- | ---------------- | ---------------------- |
| 01   | Oberliga Süd      | Oberliga Süd      | Oberliga Süd          | Bundesliga            | Bundesliga       | Bundesliga        | Bundesliga        | Bundesliga      | Bundesliga       | Bundesliga             |
| 02   | Landesliga Hessen | 2. Oberliga Süd   | 2. Oberliga Süd       | Regionalliga Süd      | Regionalliga Süd | 2. Bundesliga Süd | 2. Bundesliga Süd | 2. Bundesliga   | 2. Bundesliga    | 2. Bundesliga          |
| 03   | Bezirksklasse     | Landesliga Hessen | 1. Amateurliga Hessen | 1. Amateurliga Hessen | Hessenliga       | Hessenliga        | Oberliga Hessen   | Oberliga Hessen | Regionalliga Süd | 3. Liga                |
| 04   | A-Klasse          | Bezirksklasse     | 2. Amateurliga        | 2. Amateurliga        | Gruppenliga      | Gruppenliga       | Landesliga        | Landesliga      | Oberliga Hessen  | Regionalliga Sud-Ouest |
| 05   | B-Klasse          | A-Klasse          | A-Klasse              | A-Klasse              | Bezirksklasse    | Bezirksliga       | Bezirksliga       | Bezirksoberliga | Landesliga       | Hessenliga             |
| 06   | C-Klasse          | B-Klasse          | B-Klasse              | B-Klasse              | A-Klasse         | Kreisliga A       | Kreisliga A       | Bezirksliga     | Bezirksoberliga  | Verbandsliga           |
| 07   | –                 | C-Klasse          | C-Klasse              | C-Klasse              | B-Klasse         | Kreisliga B       | Kreisliga B       | Kreisliga A     | Bezirksliga      | Gruppenliga            |
| 08   | –                 | –                 | –                     | –                     | C-Klasse         | Kreisliga C       | Kreisliga C       | Kreisliga B     | Kreisliga A      | Kreisoberliga          |
| 09   | –                 | –                 | –                     | –                     | –                | –                 | –                 | Kreisliga C     | Kreisliga B      | Kreisliga A            |
| 10   | –                 | –                 | –                     | –                     | –                | –                 | –                 | –               | Kreisliga C      | Kreisliga B            |
| 11   | –                 | –                 | –                     | –                     | –                | –                 | –                 | –               | Kreisliga D      | Kreisliga C            |
| 12   | –                 | –                 | –                     | –                     | –                | –                 | –                 | –               | –                | Kreisliga D            |

1. ↑  Les ligues au-dessus de la Bezirksklasse ne sont introduites qu'en 1946.
2. ↑  4 groupes en 1945-1946 (Kurhessenliga, Mainliga, Landesliga Großhessen-Ost, Landesliga Großhessen-West)
5 groupes en 1946-1947 (Kassel, Fulda, Gießen/Marburg, Frankfurt-Ost, Frankfurt-West)
Groupe unique à partir de 1947
3. ↑  Groupe unique de 2. Bundesliga à partir de 1981
4. 1 2  La 2. Amateurliga était divisée en 6 groupes, correspondant aux districts de la HFV
5. 1 2 3 4 5 6  Le deuxième niveau de la HFV (Gruppenliga de 1965 à 1978, Landesliga de 1978 à 2008, Verbandsliga depuis 2008) était ou est divisé en 3 groupes (Nord, Centre et Sud).
6. ↑  Regionalliga Sud jusque 2012
7. 1 2  Les Bezirksoberligen (1994 à 2008) puis les Gruppenligen (depuis 2008) étaient initialement divisés en 9 groupes, puis passent à 8 groupes : les districts de Kassel (Groupes 1 et 2), Frankfurt (Groupes Ouest et Est), les districts de Fulda, Darmstadt et Wiesbaden. La Bezirksoberliga Gießen/Marburg était initialement divisée en 2 groupes (Nord et Sud), qui seront par la suite regroupés.

## Subdivisions
Le territoire de la fédération est divisé en 6 régions (Regionen), eux mêmes divisés en 32 arrondissements (Kreise).
- Région de Kassel (5 arrondissements)
  - Kassel
  - Werra-Meißner
  - Schwalm-Eder
  - Waldeck
  - Hofgeismar-Wolfhagen
- Région de Gießen/Marburg (7 arrondissements)
  - Marburg
  - Alsfeld
  - Gießen
  - Wetzlar
  - Dillenburg
  - Biedenkopf
  - Frankenberg
- Région de Fulda (4 arrondissements)
  - Fulda
  - Schlüchtern
  - Lauterbach-Hünfeld
  - Hersfeld-Rotenburg
- Région de Francfort (7 arrondissements)
  - Frankfurt
  - Friedberg
  - Büdingen
  - Gelnhausen
  - Hanau
  - Offenbach
  - Hochtaunus
- Région de Darmstadt (5 arrondissements)
  - Darmstadt
  - Dieburg
  - Odenwald
  - Bergstraße
  - Groß-Gerau
- Région de Wiesbaden (4 arrondissements)
  - Wiesbaden
  - Rheingau-Taunus
  - Limburg-Weilburg
  - Maintaunus

Outre les clubs de Hesse, certains clubs de Basse-Franconie du territoire de la Fédération bavaroise de football font également partie de la Fédération hessoise de football, dont le FC Bayern Alzenau. Le SV Viktoria Aschaffenbourg a rejoint la Regionalliga de la Fédération bavaroise de football pour la saison 2012-2013. En revanche, les clubs de Viernheim dans le sud de la Hesse et de la vallée du Neckar (Neckarsteinach, Hirschhorn) dans la Hesse appartiennent à la Fédération badoise de football et participent aux ligues de cette fédération.

## Compétition

### Hommes
La division la plus élevée du HFV est la Hessenliga, dont le champions est promu directement dans la Regionalliga Sud-Ouest. Viennent ensuite les trois groupes de Verbandsliga : Nord, Centre et Sud. Il existe huit Gruppenligen, les régions de Kassel et de Francfort ayant chacune deux groupes (Kassel 1 et Kassel 2 – Francfort-Ouest et Francfort-Est), et les autres régions en ayant une chacune. En dessous se trouvent les Kreisoberligen, puis les Kreisligen A à D (9e à 12e ligue).
La HFV organise chaque année la Coupe de Hesse pour les clubs de football hessois de 3. Liga et les équipes amateurs des ligues inférieures. Le vainqueur est qualifié pour le premier tour principal de la DFB-Pokal de la saison suivante.

### Junior - Garçons
Il existe une ligue distincte de Hesse pour les juniors A, B et C. Leurs champions respectifs sont promus dans les ligues Bundesliga Sud/Sud-Ouest pour les juniors A et B, et dans la Regionalliga Süd pour les juniors C. Les trois derniers clubs de chaque ligue sont relégués dans l'une des deux Verbandsligen (réparties en nord et sud selon la situation géographique) dans la même catégorie d'âge. En-dessous des Verbandsligen, les équipes jouent dans six Gruppenligen (région de Kassel, Fulda, Gießen/Marburg, Francfort, Wiesbaden, Darmstadt), suivies par les Kreisligen et les Kreisklassen.
Un vainqueur de la Coupe de Hesse sera sélectionné pour les juniors A et B. Parmi les participants figurent les équipes de la Bundesliga de Hesse (à partir des huitièmes de finale), toutes les équipes de la Hesse et des ligues associatives, ainsi que les vainqueurs respectifs des coupes d'arrondissements des 32 arrondissements. Les clubs respectifs des Gruppenligen et inférieures participent à des coupes d'arrondissements.

### Femmes
La première division de la HFV est la Hessenliga avec 13 équipes dont les champions sont promus en Regionalliga Süd. Il existe deux Verbandsligen, Nord et Sud. Il existe six Gruppenligen qui correspondent aux régions de HFV.
La HFV organise chaque année la Coupe de Hesse pour les équipes féminines. Le vainqueur est qualifié pour le premier tour principal de la DFB-Pokal féminine de la saison suivante.

### Junior - Filles
La classe la plus élevée pour les juniors B est la Hessenliga, qui se compose de 12 équipes. Les champions de l'Oberliga Bade-Wurtemberg, de la Hessenliga et de la Bayernliga s'affrontent pour deux places pour la Bundesliga B-Junior Süd lors d'un tour de promotion. Il existe également une Hessenliga pour les juniors C avec un maximum de 12 équipes.
Un vainqueur de la Coupe de Hesse se joue chaque année pour les juniors B, C et D, le vainqueur étant déterminé dans un format de tournoi pour les groupes d'âge plus jeunes.

### Les autres fédérations subalternes de la SFV
- Badischer Fußballverband (bfv)
- Südbadischer Fußball-Verband (SBFV)
- Bayerischer Fußball-Verband (BFV)
- Württembergischer Fußball-Verband (WFV)

### Sources
- (de) 100 Jahre Süddeutscher Fussball-Verband – SFV, éditeur: Vindelica Verlag, publié en 1996